# Specialbed
Specialbede er bedtyper, som hver har ét samlende tema. Det samlende kan enten være noget rent skønhedmæssigt, æstetisk, eller det kan dreje sig om bestemte vækstbetingelser, bestemte anvendelser eller bestemte, økologiske forudsætninger.
Hvis bedet skal lykkes, må man være forberedt på, at tre forudsætninger skal opfyldes:
1. Bedet skal være forberedt ordentligt, dvs. at man har den nødvendige viden om bedtypen, den jord og de planter, der skal bruges på stedet. Desuden skal man være forberedt på, at flere af bedene kun vil lykkes, hvis man har gjort en række praktiske forberedelser.
2. Bedet skal anlægges rigtigt, dvs. at man får gjort det arbejde, som er nødvendigt for at etablere bedet. Det kræver viden, og det kræver håndelag – foruden muskelkraft, selvfølgelig.
3. Bedet skal passes rigtigt, dvs. at man ved, hvad der skal gøres med bedet hen gennem året, at man har det nødvendige grej til at klare pasningen med, og at man faktisk får plejen udført på de rigtige tidspunkter.

## Bede med et æstetisk tema
- Duftende bed
- Et hvidt bed
- Et tidligt blomstrende bed
- Klippet bed
- Stedsegrønt bed

## Bede med vækstbetingelser som tema
- Kalkbundsbed
- Skyggebed
- Stenbed
- Sumpbed
- Surbundsbed
- Tørkebed

## Bede med anvendelse som tema
- Børnenes bed
- Grøntsagsbed
- Handikapbed
- Præsentationsbed
- Snitblomsterbed

## Bede med økologisk tema
- Blomstereng
- Hedebed
- Højmosebed
- Præriebed
- Skovbundsbed
- Steppebed
- Strandbed